# نبرد پشته ادسون
نبرد پشته ادسون (انگلیسی: Battle of Edson's Ridge) یک نبرد زمینی از جنگ اقیانوس آرام جنگ جهانی دوم بین نیروی زمینی امپراتوری ژاپن و متفقین جنگ جهانی دوم (به‌طور عمده نیروهای زمینی سپاه تفنگداران دریایی ایالات متحده آمریکا) بود. این رویداد از ۱۲ تا ۱۴ سپتامبر ۱۹۴۲، در گوادالکانال در جزایر سلیمان انجام شد، و دومین مورد از سه حمله عمده زمینی ژاپنی در طول لشکرکشی گوادال‌کانال بود.